# لوسیماخوس
لوسیماخوس (به یونانی: Λυσίμαχος) ؛ (حدود ۳۶۰ – ۲۸۱ پیش از میلاد) افسری مقدونی و از جانشینان اسکندر مقدونی بود. او در سال ۳۰۶ پیش از میلاد شاه تراکیه، آسیای صغیر و مقدونیه شد.
او در جنگ های جانشینی نقشی حیاتی ایفا می‌کرد، اما سرانجام در نبرد سرنوشت ساز کوروپودیوم از سلوکوس یکم نیکاتور شکست خورد و کشته شد.